# Payette County
Payette County is een county in de Amerikaanse staat Idaho.
De county heeft een landoppervlakte van 1.055 km² en telt 20.578 inwoners (volkstelling 2000). De hoofdplaats is Payette.